# هوزير
أندرو هوزير-بيرن (بالإنجليزية: Hozier، مواليد 17 مارس 1990) يشتهر باسم هوزير، مغني وكاتب أغاني إيرلندي من براي، مقاطعة ويكلاو. أصدر ألبومه القصير الأول، تميزَّ بأغنيته «خذني إلى الكنيسة»، سنة 2013 وألبومه القصير الثاني، فروم إيدن، سنة 2014. ألبوم الإستديو الأول خاصته باسم هوزير، صدر في أيرلندا في سبتمبر 2014 ووزع حول العالم في أكتوبر 2014.

## المسيرة المهنية

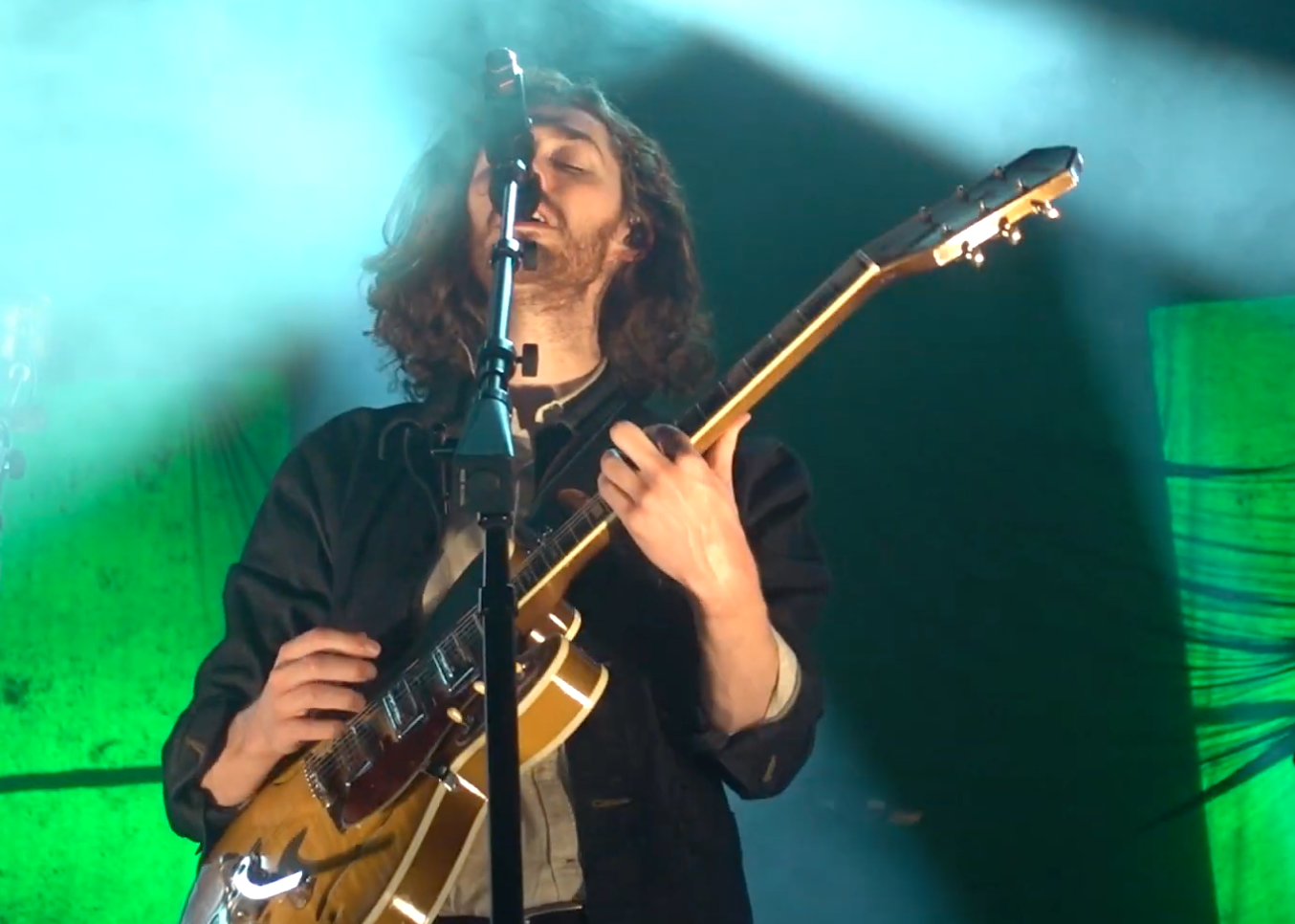
هوزير يؤدي أغنية "لا أحد" في جولة ويستلاند بيبي! في قاعة الحفلات الملكية في غلاسكو.

### البدايات
ولد هوزير في براي، مقاطعة ويكلاو، لعائلة موسيقية محلية تعزف البلوز. ارتاد أندرو مدرسة سانت جيرارد قبل أن يبدأ دراسة الموسيقا في كلية الثالوث، دبلن، لكنه توقف في منتصف سنته الدراسية الأولى لتسجيل عروض لمجموعة يونيفرسال الموسيقية. بينما في كلية الثالوث، انخرط مع أوركسترا الثالوث. كان عضوًا بطاقم جوقة أنونا، من 2007 إلى 2012، وظهر كعازف منفرد في إصدارهم لسنة 2012 تنوير مُغنيًا "La Chanson de Mardi Gras". وقد أدى جولة غنى فيها مع مجموعة دولية ضمت عروضًا في النرويج وهولندا.

### 2013–15:خذني إلى الكنسيةوهوزير
في سنة 2013، أصدرَّ هوزير الألبوم القصير خذني إلى الكنيسة أو ما قد يعرف أيضًا باسم خذني إلى معبدك (احتوى أيضًا على «مثلما يفعل الأناس الحقيقيون»، «ملاك الموت الصغير ومشهد الكودين» ونسخة أداء حي لأغنية «نبيذ الكرز»)، الأغنية المعنون بها الألبوم حصلت على شهرة خارقة بعد أن أصبح فيروسية على اليوتيوب. وقد سجلت المركز الأول في قائمة الأغاني المنفردة على آي تيونز في إيرلندا، والمركز الثاني بالجدول الرسمي في 25 أكتوبر 2013. ألحق هوزير خذني إلى الكنيسة بألبوم قصير جديد باسم من عدن (احتوى أيضًا على «أغنية عمل»، «الحرق المتعمد للولابي» ونسخة حيّة لأغنية «لتكون وحيدًا»)، وعدد من الجولات لمهرجانات موسيقية إضافةً للظهور على عدد من شاشات التلفاز الأميركية. أصدر هوزير الألبوم الذي حمل اسمه، هوزير في 19 سبتمبر 2014. تميز بخمسة أغاني منفردة، ضمت خذني إلى الكنيسة، أغنية عمل، ومن عدن، اللواتي أشتهرن في ألبوماته القصيرة السابقة. في 5 ديسمبر 2014، أعلن عن أن أغنية «خذني إلى الكنيسة» رشحت إلى جائزة غرامي السنوية السابعة والخمسين عن فئة أغنية العام 2015.
وقد أدى عروضًا لعرض أزياء فيكتوريا سيكريت 2014، ساترداي نايت لايف، وبرنامج لايت نايت ويذ سيث مايرز.
أدى هوزير أغنيته «خذني إلى الكنيسة» مع آني لينوكس في حفل جوائر غرامي سنة 2015.
بعد ذلك قام بأداء أغنية «خذني إلى الكنيسة» مرة أخرى في حفل جوائز بيلبورد الموسيقية لسنة 2015.
في يونيو 2015 أدى أنشودة الموكب في جنازة أوليفيا بيرك، الإيرلندية ذات 21 عامًا الطالبة بتاشيرة جي 1 التي قتلت إلى جوار خمسة أخرين عندما انهارت شرفة شقتهم في بيركيلي، كاليفورنيا. بنفس الشهر، قام بأداء أغانٍ في مهرجان غلاستونبري.

## ديسكوغرافيا

### ألبومات استديو
| العنوان | تفاصيل الألبوم                                                                              | أعلى مرتبة للأغنية | أعلى مرتبة للأغنية | أعلى مرتبة للأغنية | أعلى مرتبة للأغنية | أعلى مرتبة للأغنية | أعلى مرتبة للأغنية | أعلى مرتبة للأغنية | أعلى مرتبة للأغنية | أعلى مرتبة للأغنية | أعلى مرتبة للأغنية | شهادات                                                                                 | مبيعات                                               |
| العنوان | تفاصيل الألبوم                                                                              | IRE                | أستراليا           | BEL (FL)           | كندا               | DEN                | GER                | NLD                | NZ                 | المملكة المتحدة    | الولايات المتحدة   | شهادات                                                                                 | مبيعات                                               |
| ------- | ------------------------------------------------------------------------------------------- | ------------------ | ------------------ | ------------------ | ------------------ | ------------------ | ------------------ | ------------------ | ------------------ | ------------------ | ------------------ | -------------------------------------------------------------------------------------- | ---------------------------------------------------- |
| هوزير   | - الإصدار: 19 سبتمبر 2014 - ملصق: روبيوركس، آيلاند ريكوردز - شكل: قرص مضغوط، LP، تحميل رقمي | 1                  | 3                  | 2                  | 2                  | 9                  | 14                 | 7                  | 3                  | 3                  | 2                  | - IRMA: 6× بلاتين - ARIA: ذهبية - MC: بلاتين - BPI: بلاتين - RIAA: ذهبية - RMNZ: ذهبية | - حوال العالم: 1,000,000 - الولايات المتحدة: 509,000 |

### الإسطوانات المطولة
| خذني إلى الكنيسة                                                               | - الإصدار: 2013 - الملصق: روبيوركس - الشكل: تحميل رقمي        | 107 |
| من عدن                                                                         | - الإصدار: 9 مارس 2014 - ملصق: روبيوركس - الشكل: تحميل رقمي   | —   |
| مباشر في أميركا                                                                | - الإصدار: 31 يوليو 2015 - ملصق: روبيوركس - الشكل: تحميل رقمي | —   |
| "—" ترمز أن الألبوم القصير لم يسجل في قائمة الأغاني أو لم يصدر في ذلك الإقليم. |                                                               |     |

### أغانِ منفردة
| 2013                                                                           | "خذني إلى الكنيسة" | 2  | 2  | 1  | 2  | 4 | 2 | 2 | 2  | 2  | 2   | - ARIA: 5× بلاتين - BEA: بلاتين - MC: 6× بلاتين - IFPI DEN: بلاتين - BVMI: 3× ذهبية - RMNZ: 3× بلاتين - BPI: 2× بلاتين - RIAA: 5× بلاتين | هوزير |
| 2014                                                                           | "من عدن "          | 2  | —  | 59 | —  | — | — | — | —  | —  | —   | | هوزير |
| 2014                                                                           | "مُخذر"             | 3  | —  | —  | —  | — | — | — | —  | —  | —   | | هوزير |
| 2015                                                                           | "أغنية عمل"        | 47 | —  | —  | —  | — | — | — | —  | —  | 120 | | هوزير |
| 2015                                                                           | "شخص ما جديد"      | 13 | 24 | 55 | 90 | — | — | — | 13 | 19 | 108 | - ARIA: ذهبية - RMNZ: ذهبية - BPI: فضية                                                                                                  | هوزير |
| "—" ترمز أن الألبوم القصير لم يسجل في قائمة الأغاني أو لم يصدر في ذلك الإقليم. |                    |    |    |    |    |   |   |   |    |    |     | |       |

### الأغاني المنفردة الترويجية
| سنة  | عنوان                 | الألبوم             |
| ---- | --------------------- | ------------------- |
| 2014 | "Arsonist's Lullabye" | هوزير (نسخة محدودة) |

## جوائز
جوائز بيلبورد الموسيقية
| السنة | المستلم / العمل المرشح | الجائزة                 | النتيجة |
| ----- | ---------------------- | ----------------------- | ------- |
| 2015  | هوزير                  | أفضل فنان صاعد          | رُشِّح     |
| 2015  | "خذني إلى الكنيسة"     | أفضل أغنية ببث حي (صوت) | رُشِّح     |
| 2015  | هوزير                  | أفضل مغني روك           | فوز     |
| 2015  | "خذني إلى الكنيسة"     | أفضل أغنية روك          | فوز     |
| 2015  | هوزير                  | أفضل ألبوم روك          | رُشِّح     |

جوائز الموسيقى الأوروبية MTV
| السنة | المستلم / العمل المرشح | الجائزة                      | النتيجة |
| ----- | ---------------------- | ---------------------------- | ------- |
| 2014  | "خذني إلى الكنيسة"     | أفضل أغنية مع رسالة إجتماعية | رُشِّح     |

جائزة كسر الحدود الأوروبية
| السنة | المستلم / العمل المرشح | الجائزة     | النتيجة |
| ----- | ---------------------- | ----------- | ------- |
| 2015  | هوزير                  | ألبوم العام | فوز     |

جائزة غرامي
| السنة | المستلم / العمل المرشح | الجائزة     | النتيجة |
| ----- | ---------------------- | ----------- | ------- |
| 2015  | "خذني إلى الكنيسة"     | أغنية العام | رُشِّح     |

جائزة تين تشويس
| السنة | المستلم / العمل المرشح | الجائزة          | النتيجة |
| ----- | ---------------------- | ---------------- | ------- |
| 2015  | "خذني إلى الكنيسة"     | خيار أغنية الروك | فوز     |

## روابط إضافية
- الموقع الرسمي
- هوزير على موقع IMDb (الإنجليزية)
- هوزير على موقع ميوزك برينز (الإنجليزية)
- هوزير على موقع أول ميوزيك (الإنجليزية)
- هوزير على موقع ديسكوغز (الإنجليزية)